# Криж Каменица
Криж Каменица је насељено мјесто у сјеверној Лици, у општини Бриње, Личко-сењска жупанија, Република Хрватска.

## Географија
Криж Каменица је удаљена око 9 км сјеверно од Бриња.

## Историја
До територијалне реорганизације у Хрватској насеље се налазило у саставу бивше велике општине Оточац.

## Становништво
Према попису из 1991. године, насеље Криж Каменица је имало 412 становника. Према попису становништва из 2001. године, Криж Каменица је имала 286 становника. Криж Каменица је према попису из 2011. године имала 216 становника.
| Демографија | Демографија | Демографија |
| Година      | Становника  | Становника  |
| ----------- | ----------- | ----------- |
| 1971.       | 564         |             |
| 1981.       | 488         |             |
| 1991.       | 412         |             |
| 2001.       | 286         |             |
| 2011.       |             | 216         |

## Попис1991.
На попису становништва 1991. године, насељено место Криж Каменица је имало 412 становника, следећег националног састава:
| Попис 1991.‍ | Попис 1991.‍ | Попис 1991.‍ | Попис 1991.‍ | Попис 1991.‍ |
| ----------- | ----------- | ----------- | ----------- | ----------- |
|             |             |             |             |             |
| Хрвати      | Хрвати      |             | 406         | 98,54%      |
| Срби        | Срби        |             | 1           | 0,24%       |
| непознато   | непознато   |             | 5           | 1,21%       |
| укупно: 412 |             |             |             |             |